# Kreis Klötze
| Basisdaten                           | Basisdaten                                                |
| ------------------------------------ | --------------------------------------------------------- |
| Bezirk der DDR                       | Magdeburg                                                 |
| Kreisstadt                           | Klötze                                                    |
| Fläche                               | 611 km² (1989)                                            |
| Einwohner                            | 28.769 (1989)                                             |
| Bevölkerungsdichte                   | 47 Einwohner/km² (1989)                                   |
| Kfz-Kennzeichen                      | H und M (1953–1990) HI und MI (1974–1990) KLZ (1991–1994) |
|                                      |                                                           |
| Der Kreis Klötze im Bezirk Magdeburg |                                                           |

Der Kreis Klötze war ein Landkreis im Bezirk Magdeburg der DDR. Von 1990 bis 1994 bestand er als Landkreis Klötze im Land Sachsen-Anhalt fort. Sein Gebiet gehört heute zum Altmarkkreis Salzwedel, zu einem kleinen Teil zum Landkreis Börde, in Sachsen-Anhalt. Der Sitz der Kreisverwaltung befand sich in Klötze.

## Geographie
Der Kreis Klötze grenzte im Uhrzeigersinn im Norden beginnend an die (Land-)Kreise Salzwedel, Kalbe (Milde) (bis 1987), Gardelegen, Haldensleben, Helmstedt und Gifhorn.

## Geschichte
Im Zuge der Verwaltungsreform in der DDR, die am 25. Juli 1952 in Kraft trat, wurde der Kreis aus Teilen der preußischen Landkreise Salzwedel und Gardelegen im Bezirk Magdeburg gebildet, Kreisstadt wurde Klötze. Am 1. Januar 1957 wechselte die Gemeinde Gehrendorf aus dem Kreis Haldensleben in den Kreis Klötze.
Am 17. Mai 1990 wurde der Kreis in Landkreis Klötze umbenannt. Mit der Kreisgebietsreform in Sachsen-Anhalt, die am 1. Juli 1994 wirksam wurde, ging ein Großteil des Landkreises im Altmarkkreis Salzwedel auf. Die Stadt Oebisfelde und deren Umland entschieden sich allerdings für eine Eingliederung in den damaligen Ohrekreis (inzwischen ebenfalls aufgelöst und mit dem ehemaligen Bördekreis zum Landkreis Börde verschmolzen). Klötze gab schließlich den Titel der Kreisstadt an Salzwedel ab.

## Städte und Gemeinden
Dem Kreis Klötze gehörten die folgenden Städte und Gemeinden an:
| - Apenburg - Ahlum - Audorf - Bandau - Beetzendorff - Bergfriede - Böckwitz - Breitenrode - Buchhorst - Dannefeld - Dönitz - Gehrendorf | - Gladdenstedt - Hanum - Hohenhenningen - Hohentramm - Immekath - Jahrstedt - Jeeben - Jübar - Kunrau - Klötze, Stadt - Köckte - Kusey | - Lüdelsen - Mellin - Miesterhorst - Nesenitz - Nettgau - Neuendorf - Neuferchau - Niendorf - Oebisfelde, Stadt - Quarnebeck - Ristedt - Rohrberg | - Röwitz - Siedentramm - Steimke - Stöckheim - Tangeln - Trippigleben - Wassensdorf - Weddendorf - Wendischbrome - Wenze |

- Audorf wurde am 22. März 1970 nach Beetzendorf eingemeindet.
- Bergfriede wurde am 1. Januar 1974 nach Niendorf eingemeindet.
- Böckwitz wurde am 1. Januar 1974 nach Jahrstedt eingemeindet.
- Buchhorst wurde am 1. Januar 1957 aus einem Teil von Wassensdorf neugebildet.
- Gehrendorf gehörte bis zum 1. Januar 1957 zum Kreis Haldensleben.
- Gladdenstedt wurde am 1. Januar 1973 nach Nettgau eingemeindet.
- Nesenitz wurde am 1. Januar 1973 nach Klötze eingemeindet.
- Quarnebeck wurde am 1. Januar 1974 nach Wenze eingemeindet.
- Siedentramm wurde am 1. Januar 1973 nach Hohenhenningen eingemeindet.
- Stöckheim 	wurde am 1. Januar 1974 nach Ahlum 	eingemeindet.
- Trippigleben wurde am 1. Januar 1974 nach Wenze eingemeindet.
- Wendischbrome wurde am 1. Januar 1973 nach Nettgau eingemeindet.

## Kfz-Kennzeichen
Den Kraftfahrzeugen (mit Ausnahme der Motorräder) und Anhängern wurden von etwa 1974 bis Ende 1990 dreibuchstabige Unterscheidungszeichen, die mit den Buchstabenpaaren HI und MI begannen, zugewiesen. Die letzte für Motorräder genutzte Kennzeichenserie war HR 42-61 bis HR 72-90.
Anfang 1991 erhielt der Landkreis das Unterscheidungszeichen KLZ. Es wurde bis zum 30. Juni 1994 ausgegeben. Seit dem 27. November 2012 ist es aufgrund der Kennzeichenliberalisierung im Altmarkkreis Salzwedel erhältlich.